# Projektowanie uniwersalne
Projektowanie uniwersalne (ang. universal design) – filozofia projektowania produktów i otoczenia, w taki sposób by mogły być one użyte przez wszystkich ludzi, w możliwie szerokim zakresie, bez potrzeby adaptacji lub specjalnego projektowania.
Koncepcja została stworzona przez amerykańskiego architekta Ronalda Mace'a (1941–1998) i początkowo odnosiła się do projektowania architektonicznego. Zasady projektowania uniwersalnego mogą być także zastosowane w innych dziedzinach projektowania takich jak wzornictwo przemysłowe, czy projektowanie interfejsów komputerowych lub serwisów internetowych.
Należy dodać, że nie można oczekiwać, że produkt spełni oczekiwania i potrzeby wszystkich użytkowników, można jedynie dążyć do rozszerzenia grupy użytkowników. Projektowanie uniwersalne powinno być traktowane raczej jako kierunek i sposób myślenia, niż ścisła metoda.

## Zasady projektowania uniwersalnego
1. Identyczne zastosowanie (Equitable use)
2. Elastyczność użycia (Flexibility in use)
3. Prosta i intuicyjna obsługa (Simple and intuitive)
4. Zauważalna informacja (Perceptible information)
5. Tolerancja dla błędów (Tolerance for error)
6. Niski poziom wysiłku fizycznego (Low physical effort)
7. Wymiary i przestrzeń dla podejścia i użycia (Size and space for approach and use)

(z Center for Universal Design)